# Ælfgar (évêque d'Elmham)
Ælfgar est un prélat anglais mort le 24 ou le 25 décembre 1020. Il est évêque d'Elmham de 1001 à sa démission, survenue entre 1012 et 1016.

## Biographie
Les origines d'Ælfgar sont inconnues. Il est prêtre au monastère Christ Church de Cantorbéry en 988, au moment de la mort de l'archevêque Dunstan de Cantorbéry. Les hagiographes de ce dernier décrivent une vision qu'aurait eu Ælfgar le jour de l'Ascension de cette année-là. Alors qu'il effectue une veillée seul dans l'église, il voit soudain apparaître Dunstan sur son trône épiscopal, puis une foule d'anges pénètre dans les lieux pour exiger que l'archevêque les accompagne dans les cieux. Dunstan leur répond que sa charge l'empêche de partir le jour de l'Ascension, sur quoi les anges lui enjoignent de venir avec eux le samedi suivant.
Ælfgar devient évêque d'Elmham, dans le Norfolk, après la mort du détenteur de ce siège, Æthelstan, survenue le 7 octobre 1001. Durant son épiscopat, il apparaît comme témoin sur plusieurs chartes du roi Æthelred le Malavisé. Il démissionne à une date inconnue entre 1012 et 1016 pour se retirer à l'abbaye d'Ely.
En 1016, l'évêque de Dorchester Eadnoth est tué à la bataille d'Assandun. Il est censé être enterré à l'abbaye de Ramsey, dont il a été l'abbé, et des moines de cette abbaye sont chargés d'y ramener sa dépouille. Le Liber Eliensis rapporte que sur le chemin du retour, ils font halte à Ely où Ælfgar les saoule pour dérober le corps de l'évêque défunt. Les reliques d'Eadnoth sont dès lors conservées et vénérées à Ely.
Le manuscrit D de la Chronique anglo-saxonne indique qu'Ælfgar est mort dans la nuit du 24 au 25 décembre 1020. Il lui attribue l'épithète « le Charitable », se ælmesfulla en vieil anglais,. Il est inhumé à Ely et Jean de Worcester précise le nom de son successeur : Ælfwine.